# Isla Trinitaria
La Isla Trinitaria es un populoso sector en el sur de la ciudad de Guayaquil que pertenece a la parroquia Ximena. Está rodeada por varios ramales del Estero Salado y se divide en cooperativas que cuentan con sus propios presidentes.

## Cooperativas que conforman Isla Trinitaria
- Cooperativa Barrio Nigeria.[2]
- Cooperativa Esmeraldas Chiquito.[1]
- Cooperativa Antonio Neumane.
- Cooperativa 25 de Julio.
- Cooperativa 12 de Mayo.
- Cooperativa Luz de América.
- Cooperativa El Paraíso.
- Cooperativa Valladolid.
- Cooperativa Américo Vespucio.
- Cooperativa Andrés Quiñones etapas 1 y 2.
- Cooperativa Los Ángeles.
- Cooperativa Isla del Valle.
- Cooperativa 3 de Mayo.
- Cooperativa Fuerza de los Pobres.
- Cooperativa 22 de Abril.
- Cooperativa Vencer o Morir 3.
- Cooperativa 4 de Marzo.
- Cooperativa Nelson Mandela.
- Cooperativa Monseñor Leonidas Proaño.
- Cooperativa El Edén.
- Cooperativa Patria Nueva.
- Cooperativa Nuevo Ecuador.
- Cooperativa Eloy Alfaro.
- Cooperativa Brisas del Salado.